# 京田武男
京田 武男（きょうだ たけお、1889年1月2日 - 1940年5月26日）は、日本のアナウンサー、水泳家。

## 人物・来歴
東京出身。早稲田大学政治科卒。雄弁会、水泳部に属して活躍した。卒業後、「二六新報」記者、「国民新聞」記者、「東京日日新聞」記者を経て、1925年、東京放送局（現在のNHK首都圏局）が開設されると初代アナウンサーとなり、第一声を発したとされる。1935年、日本歯科医学専門学校（現在の日本歯科大学）主事となり、水泳でも活躍した。

## 著書
- 『最近の水泳術 諸流水泳術の綜合的研究』 三田書房、1920
- 『泳ぎ方の新研究』 駿南社、1927
- 『図解最新水泳術』 三水社、1928
- 『水泳の新研究』 駿南社、1932